# O3b mPOWER
O3b mPOWER est un système de télécommunications par satellite développé pour la société SES et dont le déploiement en orbite a débuté en décembre 2022. Il comprend une fois pleinement opérationnel 11 satellites de télécommunications circulant sur une orbite moyenne équatoriale. Cette constellation doit remplacer les 20 satellites moins performants déployés entre 2013 et 2019 par O3b Networks avant son rachat par SES.

## Principes de fonctionnement
En couplant des satellites de faible latence en orbite moyenne aux infrastructures terrestres, le réseau O3b mPOWER fournit une bande passante globale de plusieurs térabits pour des applications diverses, de la téléphonie mobile à l’accès en zones rurales isolées en passant par des boucles locales d’IP.

## Historique
La société O3b Networks est fondée en 2007 par Greg Wyler avec des partenaires financiers (Google, HSBC et John Malone) pour fournir une connexion Internet à haut débit et faible latence dans les pays émergents ("the Other 3 billion" : les 3 autres milliards d’humains).  La société devient en 2016 une filiale à 100% de  SES qui n'était jusque là qu'un actionnaire minoritaire. 
La première génération de satellites de la constellation est construite par Thales Alenia Space. La première grappe de 4 satellites est déployée par un lanceur Soyouz en 2013, deux autres grappes de 4 satellites ont été mises en orbite en 2014, une quatrième en 2018.
SES décide en 2017 de déployer une nouvelle génération de satellites beaucoup plus puissants baptisés O3b mPOWER. développés par Boeing. Il est prévu qu'ils soient déployés progressivement en 2021 par le lanceur Falcon 9 à la suite d'un contrat signé en 2020 avec SpaceX. Les 8 premières stations terrestres utilisées par la nouvelle constellation sont choisies en avril 2021. 
Les deux premiers satellites sont placés en orbite le 16 décembre 2022 par une fusée Falcon 9 décollant depuis la base de lancement de Cape Canaveral.

## Caractéristiques techniques des satellites
Le satellite O3b mPOWER utilise la plateforme BSS-702X (en) à propulsion électrique développée par le constructeur. La plateforme est une version modifiée du type Boeing 702 qui s'en différencie par des panneaux solaires durcis pour résister au rayonnements ionisants caractérisant l'orbite moyenne. La charge utile possède un système de reprogrammation et de réallocation des ressources « en vol ».  Elle comporte une antenne permettant de pointer 5000 faisceaux distincts fournissant chacun un débit de 50 mégabits par seconde. Le temps de latence (aller retour) est inférieur à 150 millisecondes et un client peut disposer d'un débit de plusieurs gigabits par seconde,.
Les stations au sol peuvent techniquement utiliser la totalité du spectre de la bande Ka, ce qui permet des connexions de 50 Mbit/s jusqu’à 10 Gbit/s.

## Couverture et usages
Depuis une orbite moyenne basse, les satellites O3b mPOWER diffusent une bande passante de haute connectivité entre les latitudes 50° N et 50° S (ce qui couvre 96% de la population mondiale) à des terminaux mobiles ou distants.
- Transport[9] : croisières, navigation commerciale, aéronautique
- Télécom : opérateurs et opérateurs mobiles, fournisseurs de services cloud, cloud providers
- Non-commercial : armées, agences gouvernementales, ONGs
- Géologie : entreprises de forage gazier et pétrolier, mines

## Historique des lancements
| Nom                      | Date de lancement | Lanceur          | NSSDC ID   | Statut         | Remarques                                                     |
| ------------------------ | ----------------- | ---------------- | ---------- | -------------- | ------------------------------------------------------------- |
| O3b mPOWER 1 (O3b FM21)  | 16 décembre 2022  | Falcon 9 Block 5 | 2022-174A  | En service     | Lancé avec O3b mPOWER 2                                       |
| O3b mPOWER 2 (O3b FM22)  | 16 décembre 2022  | Falcon 9 Block 5 | 2022-174B  | En service     | Lancé avec O3b mPOWER 1                                       |
| O3b mPower 3 (O3b FM23)  | 28 avril 2023     | Falcon 9 block 5 | 2023-059B  | En service     | Lancé avec O3b mPOWER 4                                       |
| O3b mPower 4 (O3b FM24)  | 28 avril 2023     | Falcon 9 block 5 | 2023-059A  | En service     | Lancé avec O3b mPOWER 3                                       |
| O3b mPower 5 (O3b FM25)  | 12 novembre 2023  | Falcon 9 block 5 | 2023-175A  | En service     | Lancé avec O3b mPOWER 6                                       |
| O3b mPower 6 (O3b FM26)  | 12 novembre 2023  | Falcon 9 block 5 | 2023-175B  | En service     | Lancé avec O3b mPOWER 5                                       |
| O3b mPower 7 (O3b FM27)  | 17 décembre 2024  | Falcon 9 block 5 | 2024-244A  | En service     | Lancé avec O3b mPOWER 8. Premier lot de satellites améliorés. |
| O3b mPower 8 (O3b FM28)  | 17 décembre 2024  | Falcon 9 block 5 | 2024-244BS | En service     | Lancé avec O3b mPOWER 7                                       |
| O3b mPower 9 (O3b FM29)  | 22 juillet 2025   | Falcon 9 block 5 | 2025-153   | En déploiement | Lancé avec O3b mPower 10                                      |
| O3b mPower 10 (O3b FM30) | 22 juillet 2025   | Falcon 9 block 5 | 2025-153   | En déploiement | Lancé avec O3b mPower 9                                       |